# Hypromellose

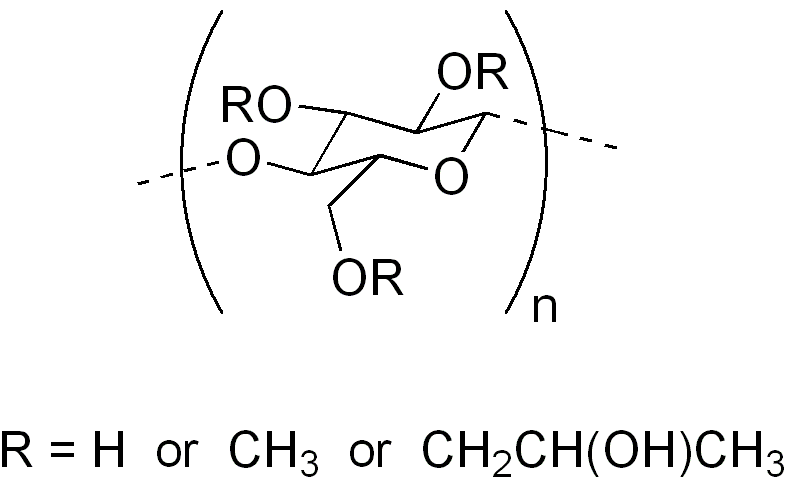
Structure chimique de l’hypromellose.

L'hypromellose (INN), abrégé de hydroxypropylméthylcellulose (HPMC), est un éther de cellulose, inerte, viscoélastique utilisé comme collyre en goutte pour les yeux, ainsi qu'en excipient de médicaments par voie orale, dans des produits commerciaux,, ou comme additif alimentaire.
Comme additif alimentaire, l'hypromellose est un émulsifiant, épaississant et agent de suspension, et une alternative à la gélatine animale. Dans le Codex Alimentarius, son code (E) est E464.

## Chimie
L'hypromellose est solide et se présente sous forme de poudre de couleur de blanc cassé léger à beige. Le composé forme des colloïdes solubles dans l'eau. Censé être non toxique, cet ingrédient est combustible et peut réagir vigoureusement avec des agents oxydants.
L'hypromellose dans une solution aqueuse, à la différence de la méthylcellulose, montre une propriété de gélification thermique : lorsque la solution chauffe jusqu'à une température critique, la solution se fige dans une situation de masse non fluide mais semi-souple. Généralement, cette température critique de semi-congélation est inversement proportionnelle à la fois à la concentration de la solution d'HPMC et à la concentration du groupe méthoxy au sein de la molécule d'HPMC (qui à son tour dépend à la fois du degré de substitution du groupe méthoxy et de la substitution molaire. C'est-à-dire, plus la concentration du groupe méthoxy est élevée, plus basse est la température critique. Le manque de souplesse ou la viscosité de la masse résultante, est, cependant, directement liée à la concentration du groupe méthoxy (plus la concentration sera élevée, plus la masse obtenue sera visqueuse ou moins de souple).

## Utilisations
Il existe de nombreux domaines d'application pour l'hypromellose, y compris :
- les colles de carrelage ;
- les crépis en ciment ;
- des produits à base de gypse ;
- en pharmacie ;
- des peintures et revêtements ;
- en nourriture ;
- en cosmétique ;
- des détergents et nettoyants ;
- des collyres pour les yeux ;
- des lentilles de contact.

### Utilisation dans les pains avec des grains entiers
Des scientifiques de l'Agricultural Research Service étudient la possibilité de substitution du gluten à l'aide d'HPMC d'origine végétale dans des pains d'avoine et d'autres graines. Le gluten, qui est présent dans le blé, le seigle et l'orge est absent (ou présents en quantités infimes) dans l'avoine et d'autres céréales. Comme le gluten, HPMC peuvent piéger des bulles d'air formées par la levure dans la pâte à pain, provoquant la levée du pain. Bien qu'il n'ait pas été largement étudié, il est prévu que les pains de grains entiers faits avec de l'HPMC aura les effets réducteurs de cholestérol.

### Utilisation dans les matériaux de construction
HPMC est principalement utilisé dans les matériaux de construction comme des colles de carrelage et des crépis où il est utilisé comme un modificateur de rhéologie et comme rétenteur d'eau.
Fonctionnellement, l'HPMC est très similaire à l'HEMC (hydroxy éthyl méthyl cellulose) ; les noms commerciaux incluent Methocel et Walocel. Le principal producteur mondial est Dow Wolff Cellulosiques GmbH.

### Applications ophtalmiques
Des solutions d'hypromellose ont été brevetées en tant que substitut semi-synthétique à la pellicule lacrymale. Sa structure moléculaire est basée sur un composé de celluloïd très soluble dans l'eau. Après l'application, la bonne solubilité dans l'eau du celluloïd aide à la bonne clarté visuelle. Lorsqu'elle est appliquée, la solution d'hypromellose agit pour le faire gonfler et absorber de l'eau, contribuant ainsi à l'augmentation de l'épaisseur de la pellicule lacrymale. L'augmentation d'hypromellose étend donc le temps de présence de lubrifiant sur la cornée, qui, théoriquement, permet une diminution de l'irritation des yeux, en particulier dans les climats secs, à la maison, ou des environnements de travail. À un niveau moléculaire, ce polymère contient des unités de D-glucose bêta-lié, qui restent métaboliquement intactes pendant des jours, des semaines. Sur une note de fabrication, étant donné que l'hypromellose est un substitut pour végétarien de la gélatine, il est légèrement plus cher à produire en raison des processus semi-synthétiques de fabrication. En dehors de la vente au détail dans une variété de produits, la solution d'Hypromellose à 2 % a été remarquée pour être utilisé lors de la chirurgie de protection de la cornée et au cours de la chirurgie orbitale.

### Ingrédient comme excipient ou en comprimés
En plus de son utilisation dans le domaine des liquides ophtalmologiques, l'hypromellose a été utilisé comme excipient dans des comprimés oraux et des formulations de gélules, où, selon la catégorie, il fonctionne comme agent de libération retardée d'un composé de médicament dans le tube digestif.
Il est également utilisé en tant que liant et comme une composante des revêtements de comprimé,.

## Méthodes de contrôle
Divers contrôles sont faits pour qualifier les hypromelloses :
- la viscosité ;
- le degré de substitution (DS) ;
- la substitution molaire (MS) ;
- la teneur en sel ;
- l'humidité.

### Méthodes de contrôle de la viscosité
Parce que la solution de l'hypromellose est de nature non newtonienne et présente une pseudo-plasticité, plus précisément, a un comportement thixotrope, différentes méthodes de contrôle sont disponibles, et les résultats de ces différentes méthodes et des viscosimètres ne correspondent pas nécessairement aux autres. Aussi, en raison des plages acceptables d'erreur des viscosimètre, la viscosité est généralement donnée sous forme de moyenne, ou comme dans une fourchette. Les contrôles habituels de viscosité spécifieront les éléments suivants :
- la concentration de la solution (1 %, 2 %, 1,9 % de l'extrait sec, etc.) ;
- le type de viscosimètre (RheoSense m-VROC et microVISC, Brookfield LV ou RV, balle en chute de Höppler, Haake Rotovisco, etc.) ;
- le nombre de broches du viscosimètre (1 ~ 4 pour Brookfield LV, 1 ~ 7 pour Brookfield RV, etc.) ;
- la température de la Solution (20 °C, 25 °C, etc.).

### Degré de substitution
Un degré de substitution est le niveau moyen de substitution de méthoxy de la chaîne de cellulose. Comme il y a un maximum de trois sites possibles de substitution avec chaque molécule de cellulose, cette valeur moyenne est un nombre réel entre 0 et 3. Cependant, le degré de substitution est souvent exprimé en pourcentages.

### Substitution molaire
La substitution molaire est le niveau moyen de substitution d'hydroxypropoxy de la chaîne de cellulose. Étant donné que la base d'hydroxypropoxy peut être attachée à chacune des chaînes latérales et ne requiert pas un site de substitution de base sur la molécule de cellulose, ce nombre peut être supérieur à 3. Cependant, la substitution molaire est également souvent exprimée en pourcentage.

### Humidité
Étant donné que tous les éthers de cellulose sont hygroscopiques, ils absorbent l'humidité de l'entourage s'ils restent exposés hors de l'emballage d'origine. Ainsi, l'humidité doit être vérifiée et le poids corrigé afin de s'assurer qu'une quantité suffisante de matière active sèche est attribuée pour l'utilisation. L'humidité est contrôlée par pesée d'un échantillon de X grammes sur une balance de laboratoire, et le séchage de l'échantillon dans une étuve à 105 °C pendant deux heures, suivie d'une pesée de l'échantillon à nouveau sur la même balance.